# Acropora lokani
Espèce
Statut de conservation UICN

 VU A4ce : Vulnérable
Statut CITES
Acropora lokani est une espèce de coraux appartenant à la famille des Acroporidae.